# Samuel Seabury (1729–1796)
Samuel Seabury, född den 30 november 1729 i Groton (i nuvarande Ledyard) i Connecticut, död den 25 februari 1796 i New London i Connecticut, var den förste biskopen i Amerikanska Episkopalkyrkan och den andre som blev presiding bishop i denna kyrka.
Hans far, som också hette Samuel Seabury, var ursprungligen kongregationalistpastor i Groton, men vigdes 1731 till diakon och präst i Church of England. Seabury själv studerade vid Yale University till 1748; därefter läste han teologi hos sin far och studerade sedan medicin i Edinburgh 1752–1753. Till slut bestämde han sig dock för den kyrkliga banan och vigdes till diakon av biskopen av Lincoln och 1753 till präst av biskopen av Carlisle. Han tjänstgjorde som sådan på olika befattningar i de nordamerikanska kolonierna.
Seabury blev i november 1775 fasttagen av en grupp laglösa patrioter, och hölls under sex veckor i fängelse i Connecticut; därigenom avbröts hans församlingsarbete. Han flydde först till Long Island och sedan till New York, där han 1778 utnämndes till militärkaplan vid King's American Regiment.
Den 25 mars 1783 valde tio medlemmar av det anglikanska prästerskapet i Connecticut honom till sin biskop. Då han inte ville svära den brittiska trohetseden, avvisade de engelska biskoparna att viga honom. Därför blev han konsekrerad av skotska biskopar i Aberdeen den 14 november 1784. 1785 återvände han till Connecticut och slog sig ned i New Haven, där han övertog kyrkoherdetjänsten vid St. James's Church. Giltigheten av hans vigning blev till att börja med ifrågasatt, men erkändes slutligen av General Convention i den nygrundade Episkopalkyrkan 1789.
År 1792 deltog han tillsammans med biskoparna William White och Samuel Provoost, vilka 1787 vigts av engelska biskopar, samt James Madison, som vigts 1790 (även han av engelska biskopar), i vigningen av biskop Thomas J. Claggett för det episkopala stiftet i Maryland, och därmed förenades den skotska och den engelska successionen.